# Râul Valea Satului, Olt (Jiblea Veche)
Râul Valea Satului este un afluent al râului Olt. 